# 八穀增十
鹿豹座18，又名BD+57 889，HD 36066、SAO 25241、HR 1828，是鹿豹座的一颗恒星，视星等为6.48，位于銀經154.43，銀緯12.76，其B1900.0坐标为赤經5h 23m 59.8s，赤緯+57° 12.76′ 2″。